# Linia kolejowa Paris-Saint-Lazare – Le Havre
Linia kolejowa Paryż – Hawr ważna francuska linia kolejowa, łącząca Paryż z Hawrem przez Rouen. Odcinek z Paryża do Rouen otwarto 8 maja 1843 i była to pierwsza linia kolejowa we Francji. Odcinek z Rouen do Hawru otwarto 22 marca 1847.

## Trasa
Linii Paryż – Hawr opuszcza Gare Saint-Lazare w Paryżu w kierunku północno-zachodnim. Przecina Sekwanę w Asnieres-sur-Seine, i ponownie w Houilles. Za Poissy biegnie lewym brzegiem Sekwany. W Mantes-la-Jolie, odchodzi linia do Caen i Cherbourg. Na odcinkach między Rolleboise i Bonnières-sur-Seine, i ponownie między Aubevoye i Venables przecina duże zakola Sekwany.
Niedaleko Rouen, Sekwana jest przekraczana w Le Manoir, w Oissel i na Sotteville-les-Rouen. Po przekroczeniu centrum miasta Rouen i głównego dworca Gare de Rouen Rive Droite, wspina się w kierunku północno-zachodnim na płaskowyż Pays de Caux. W Motteville kieruje się na zachód, przecina miasto Yvetot i schodzi do ujścia Sekwany. Po łącznej długości 228 km, to osiąga swój cel na Gare du Havre.